# Émile Pinet-Laprade
Pour les articles homonymes, voir Laprade.
Jean Marie Émile Pinet-Laprade né le 13 juillet 1822 à Mirepoix (France) et mort le 17 août 1869 à Saint-Louis (Sénégal) est un officier et administrateur colonial français.

## Biographie
Jean Marie Émile Pinet-Laprade entre à l'École polytechnique en 1841 et fait ensuite carrière dans l'arme du Génie militaire. Succédant à Jean Bernard Jauréguiberry, il est gouverneur du Sénégal du 13 mai 1863 au 14 juillet 1863. Après un intermède effectué par Faidherbe, il occupe à nouveau cette fonction du 1er mai 1865 au 17 août 1869. Ferdinand Charles Alexandre Tredos lui succède.
Le colonel Pinet-Laprade meurt sans descendance du choléra le 17 août 1869 à Saint-Louis.
Il est inhumé à Mirepoix le 11 août 1872.
Il a laissé une abondante correspondance conservée par sa famille, source de l'ouvrage Le gouverneur et sa gouvernante de François Salvaing et Jacques Carol.